# Villa Arata
Villa Arata è un'abitazione privata ubicata a Napoli, in via Francesco Petrarca a Posillipo.
La villa è un esempio di razionalismo italiano nella città partenopea e fu progettata nel 1952 da Giò Ponti. Il complesso è caratterizzato da numerose logge che articolano la facciata, successivamente modificata mantenendone il carattere. Le camere vengono caratterizzate da doppie altezze e grandi vetrate che si aprono sul Golfo di Napoli.
Presenta una struttura in cemento armato, con copertura piana e trattamento della facciata ad intonaco.